# Giuseppe Antonio Bianchi
Giuseppe Antonio Bianchi (XVIII secolo – XVIII secolo) è stato un architetto italiano ricordato principalmente per il progetto di Palazzo Estense a Varese.

## Biografia e opere
Non si conoscono le date di nascita e di morte. È stato architetto presso la Corte Reale Asburgica lavorando a Palazzo Reale di Milano tra il 1755 e il 1762.
Sotto il governatore Conte Giovanni Luca Pallavicini lavorò in particolare alla risistemazione interna del Palazzo Reale.
Nel 1762 progettò a Limbiate, in Brianza, la grande Villa Medolago-Attanasio attualmente acquisita dal comune di Limbiate e in fase di restauro.
Nel 1765 l'imperatrice Maria Teresa d'Austria decise di trasformare la città di Varese in feudo e la concesse a Francesco III d'Este che si stabilì presso Villa Orrigoni, in pieno centro.
Francesco III affidò la completa trasformazione di Villa Orrigoni nell'odierno Palazzo Estense a Giuseppe Antonio Bianchi.
Il progetto si ispirò alle dimore italiane ed europee del tempo. Per portarlo a termine vennero distrutti alcuni fabbricati nell'area circostante e furono costruite due grandi ali a U.
Oltre al nuovo palazzo il Bianchi progettò il parco, modellato a somiglianza di quello del Palazzo di Schönbrunn, a Vienna. I lavori durarono dal 1766 al 1771.

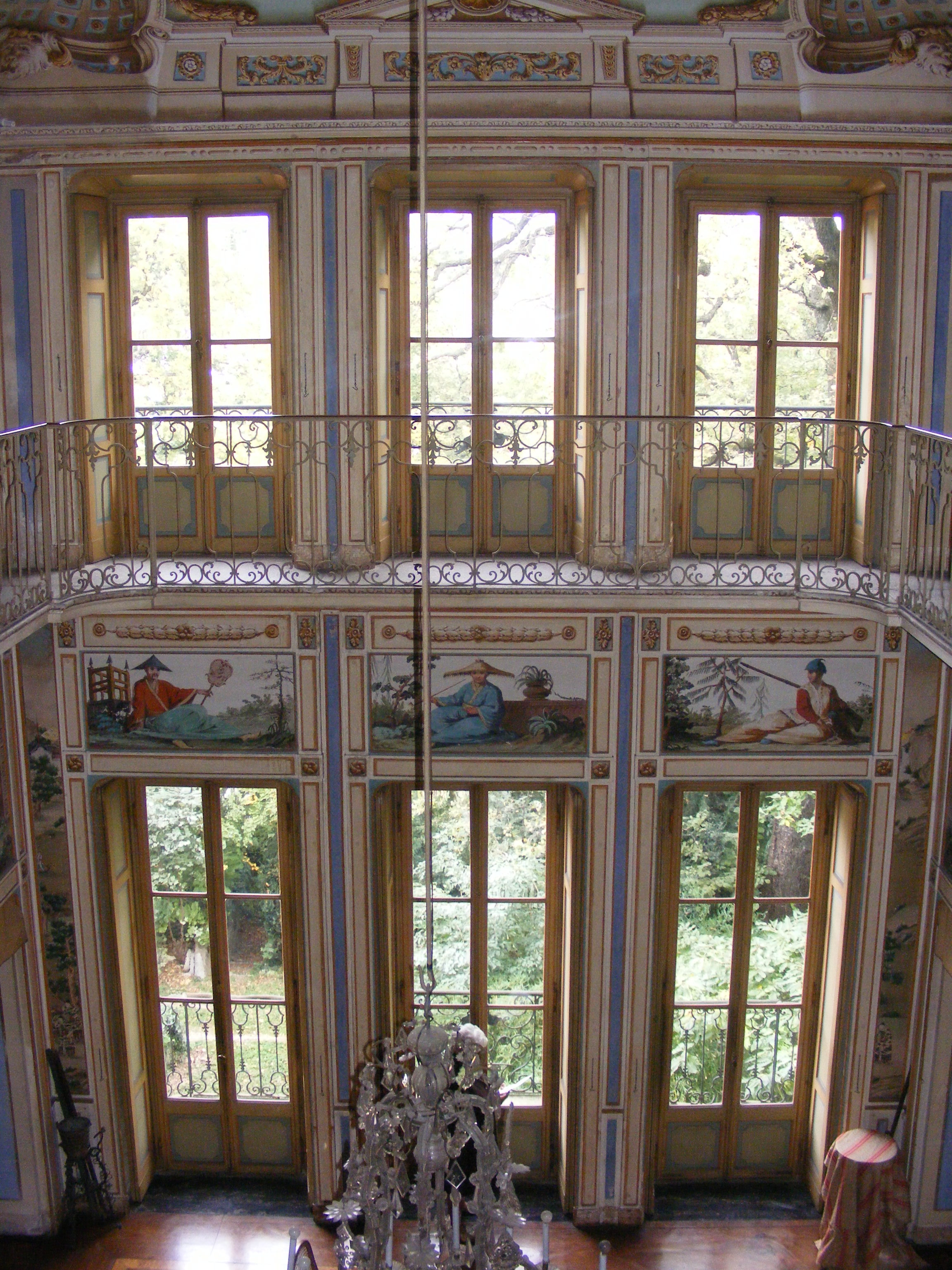
Villa Craven di Seyssel d’Aix (Varese): sala cinese

A Varese, a poche centinaia di metri da Palazzo Estense, il Bianchi fu architetto anche di Villa Craven di Seyssel d'Aix costruita nel 1770 e circondata dal parco privato più esteso della città che misura circa 90.000 mq.

## Galleria d'immagini

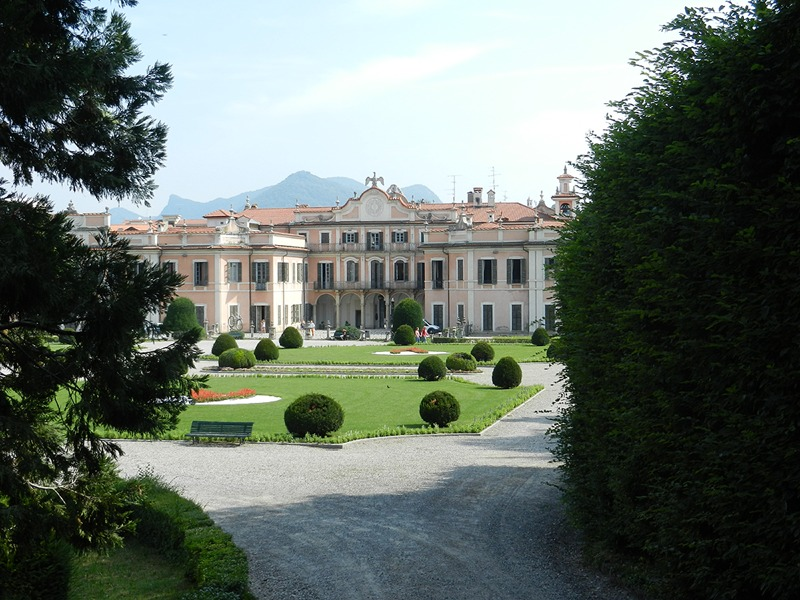
Uno scorcio di palazzo estense dai giardini
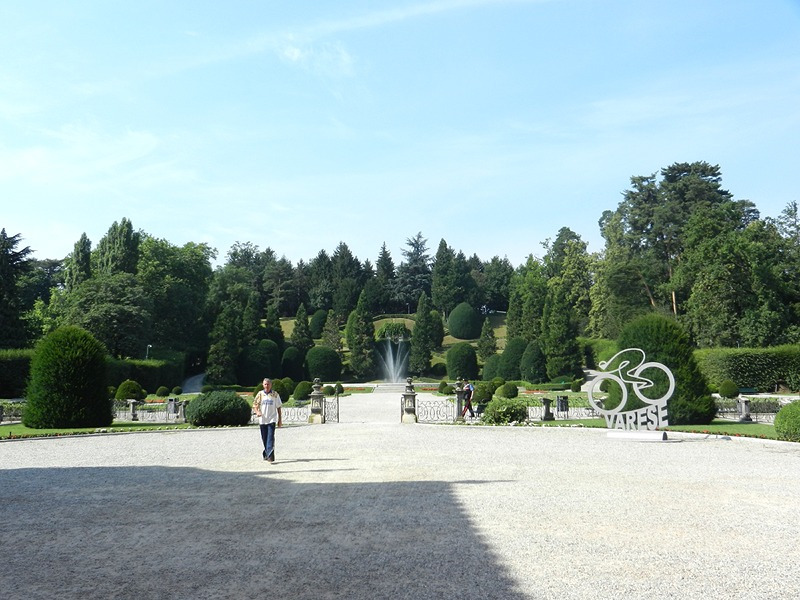
Il giardino visto da Palazzo Estense
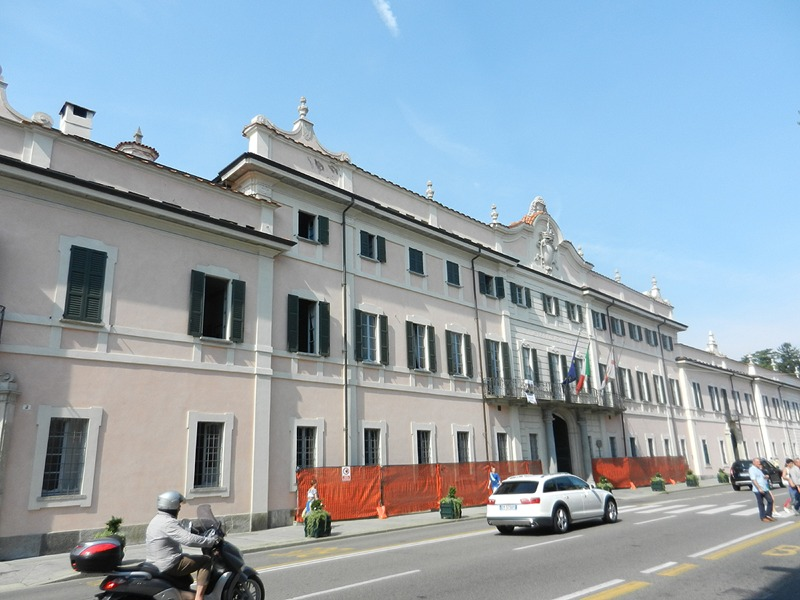
Palazzo lato via Sacco
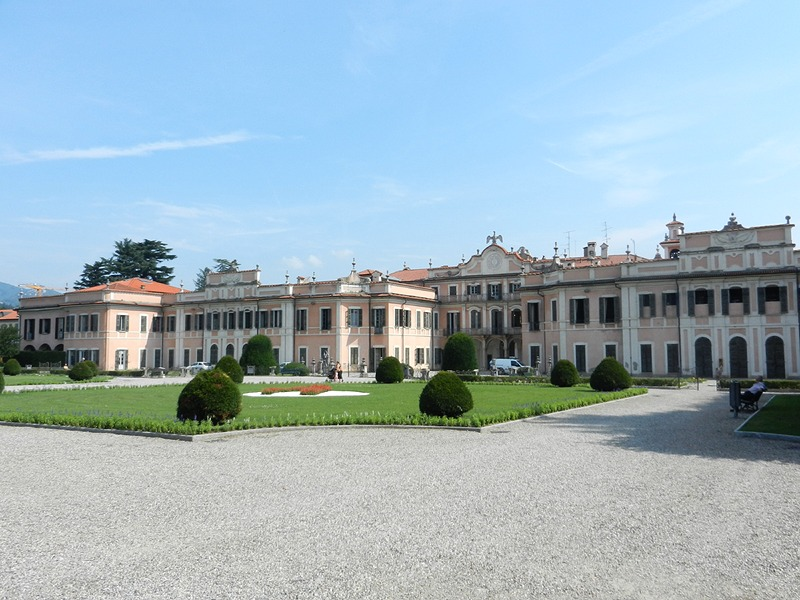
Palazzo lato giardini
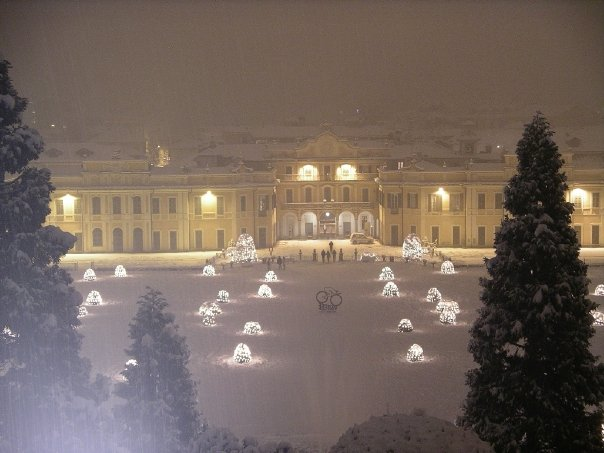
Giardini Estensi e Palazzo Estense d'inverno
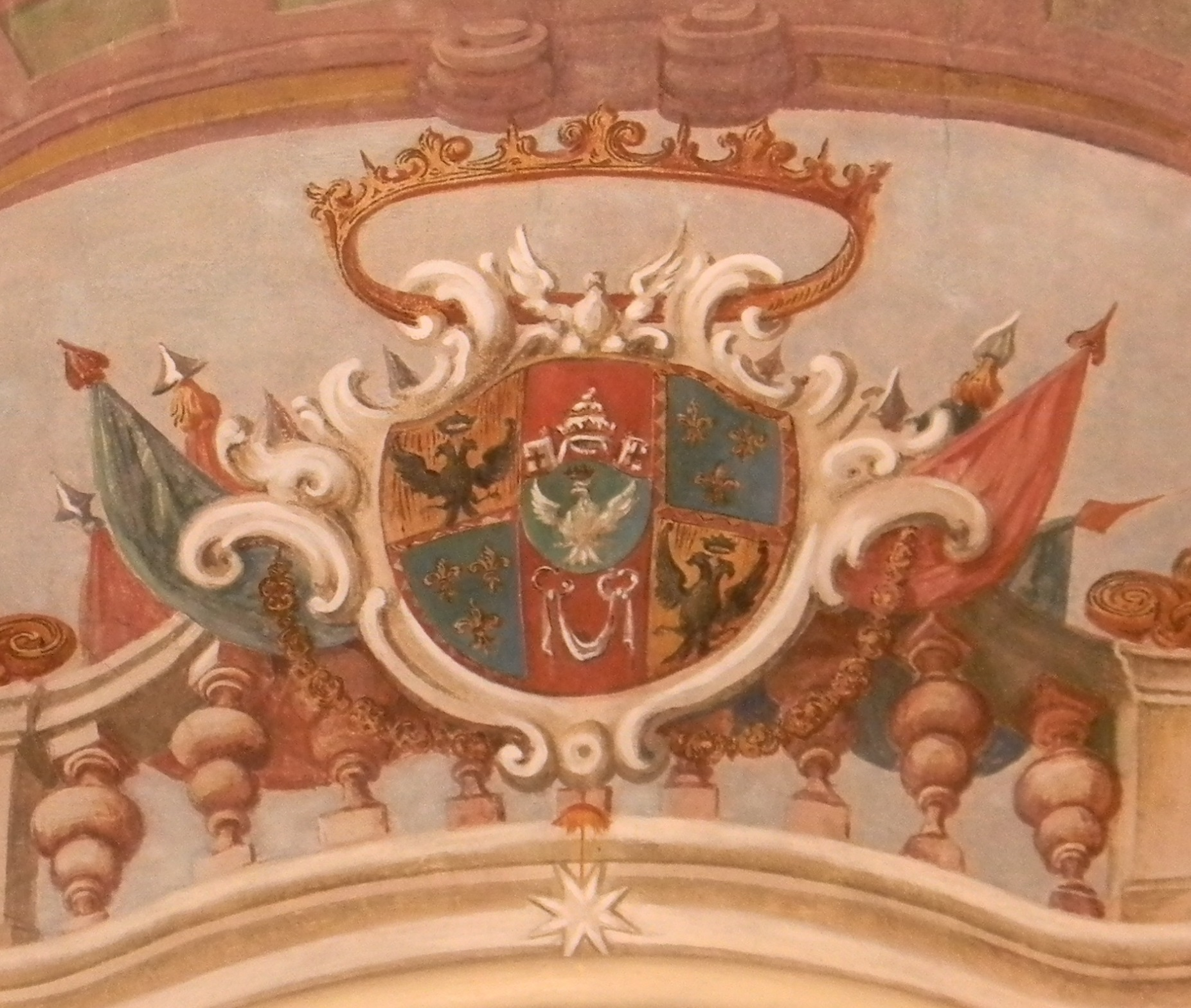
Stemma di Francesco III affrescato sulla volta del Salone d'Onore.
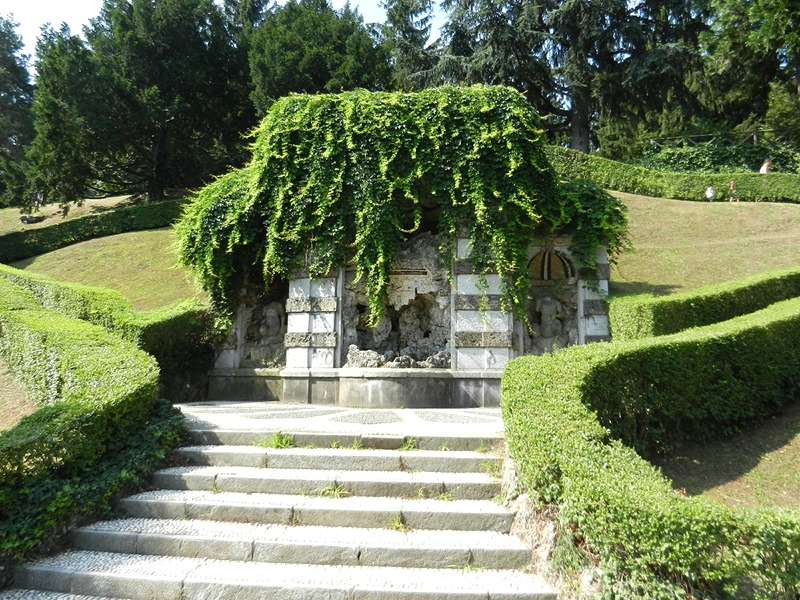
Il ninfeo, con nicchie rivestite da concrezioni in tufo e statue
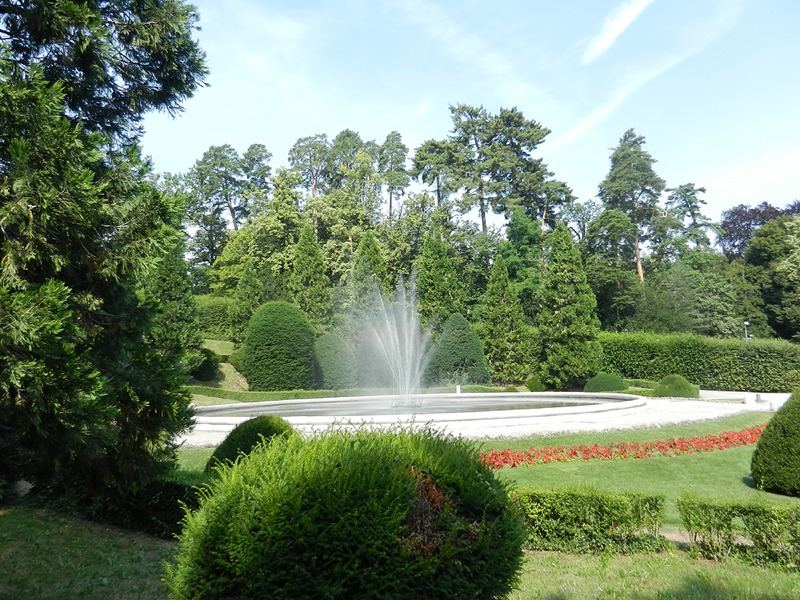
Fontana centrale
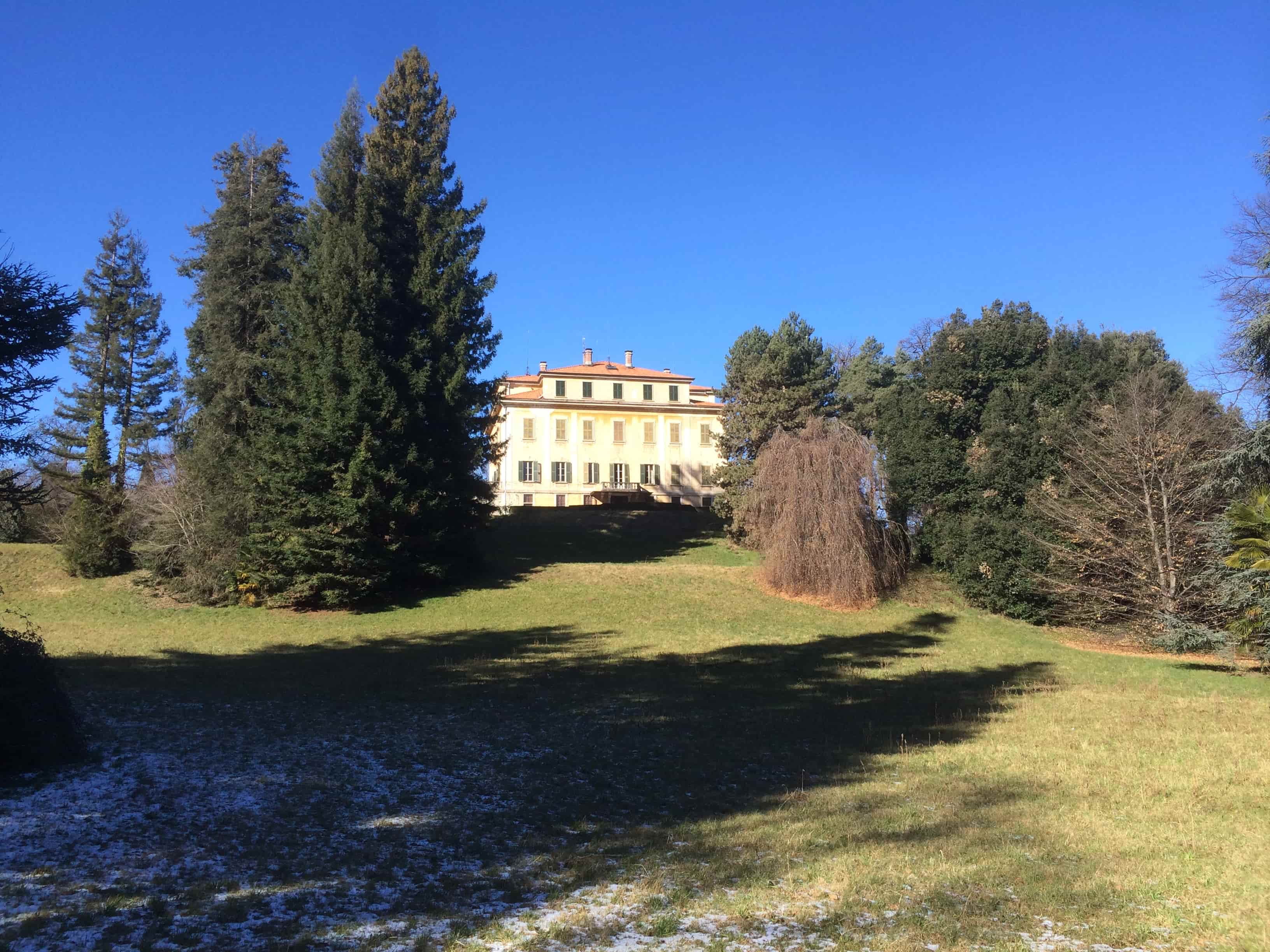
Parco di Villa Craven di Seyssel d’Aix (Varese)
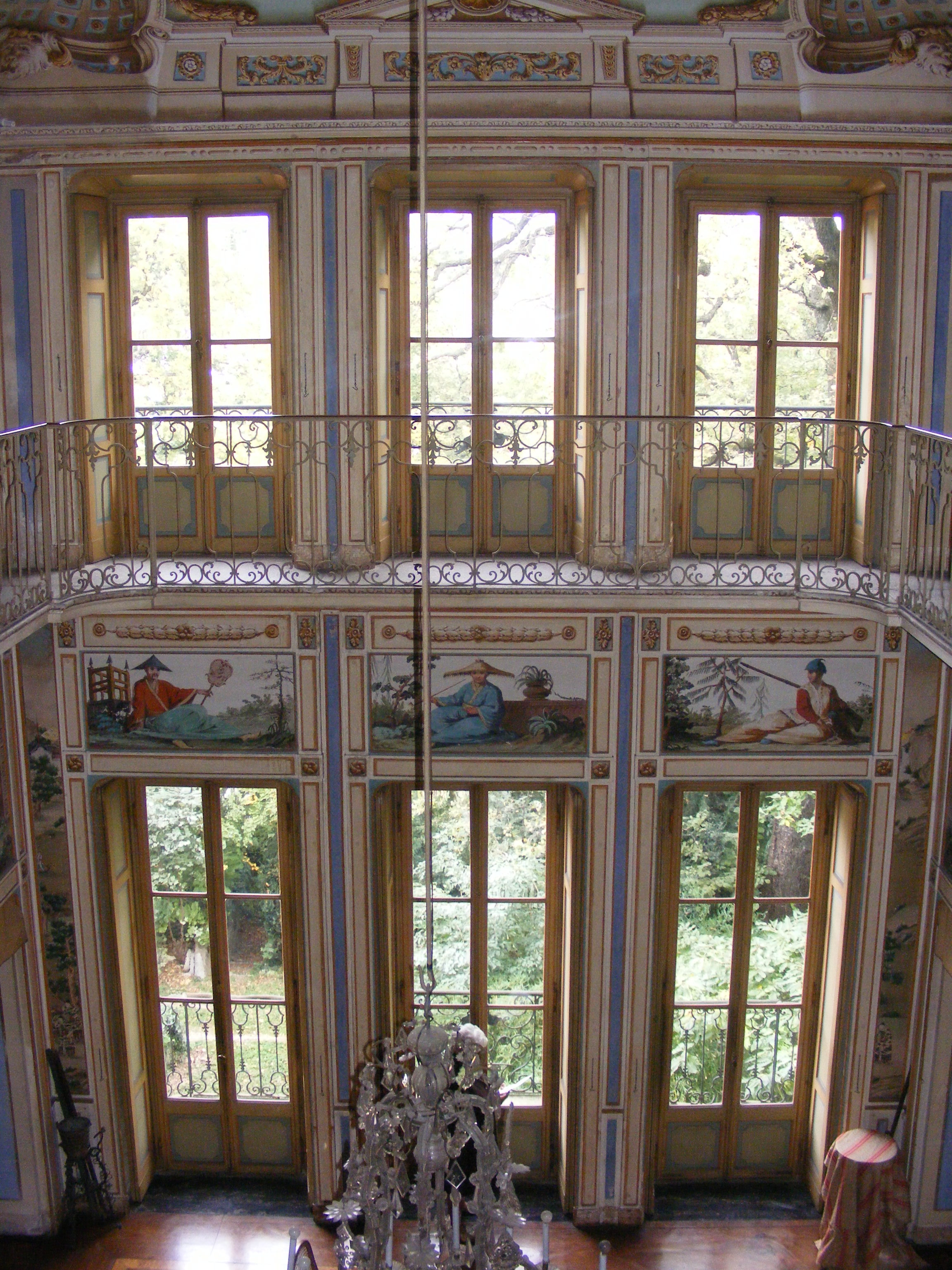
Villa Craven di Seyssel d’Aix (Varese): sala cinese
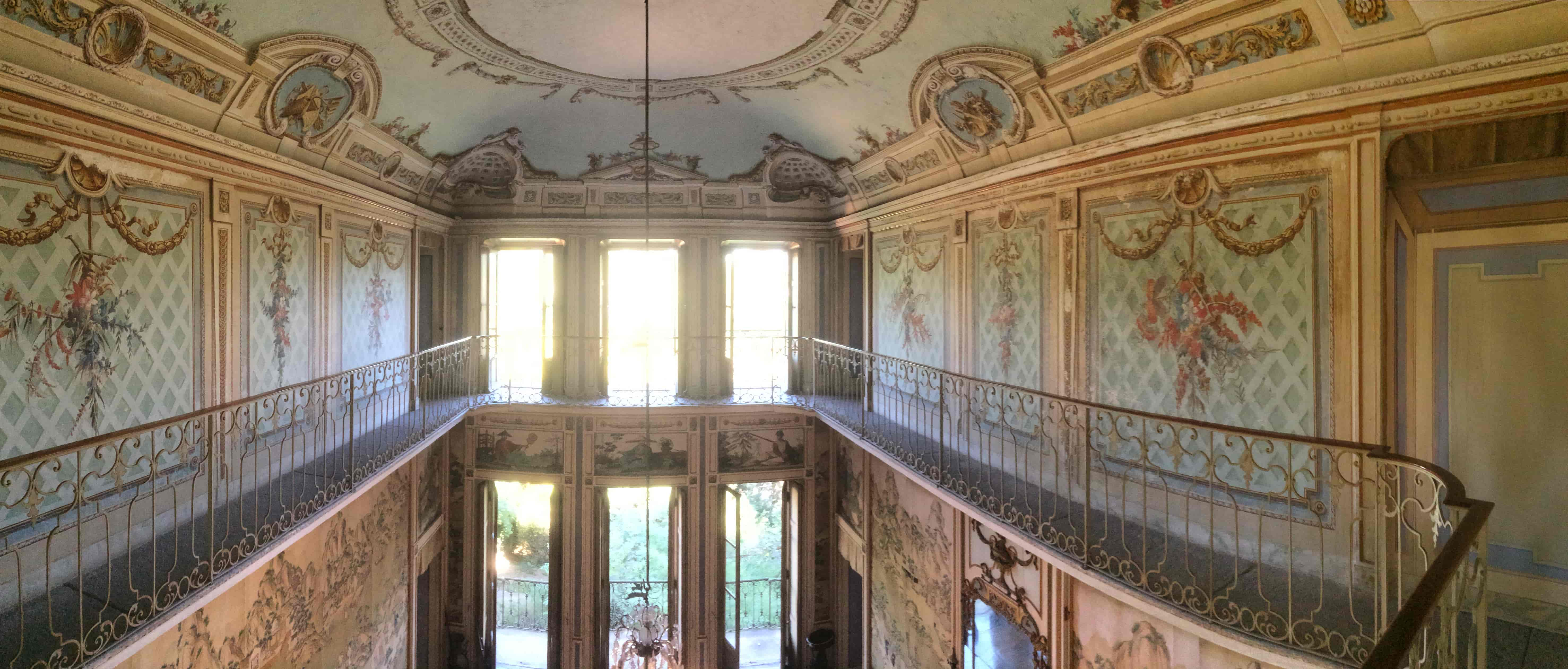
Villa Craven di Seyssel d’Aix (Varese): interno, sala cinese
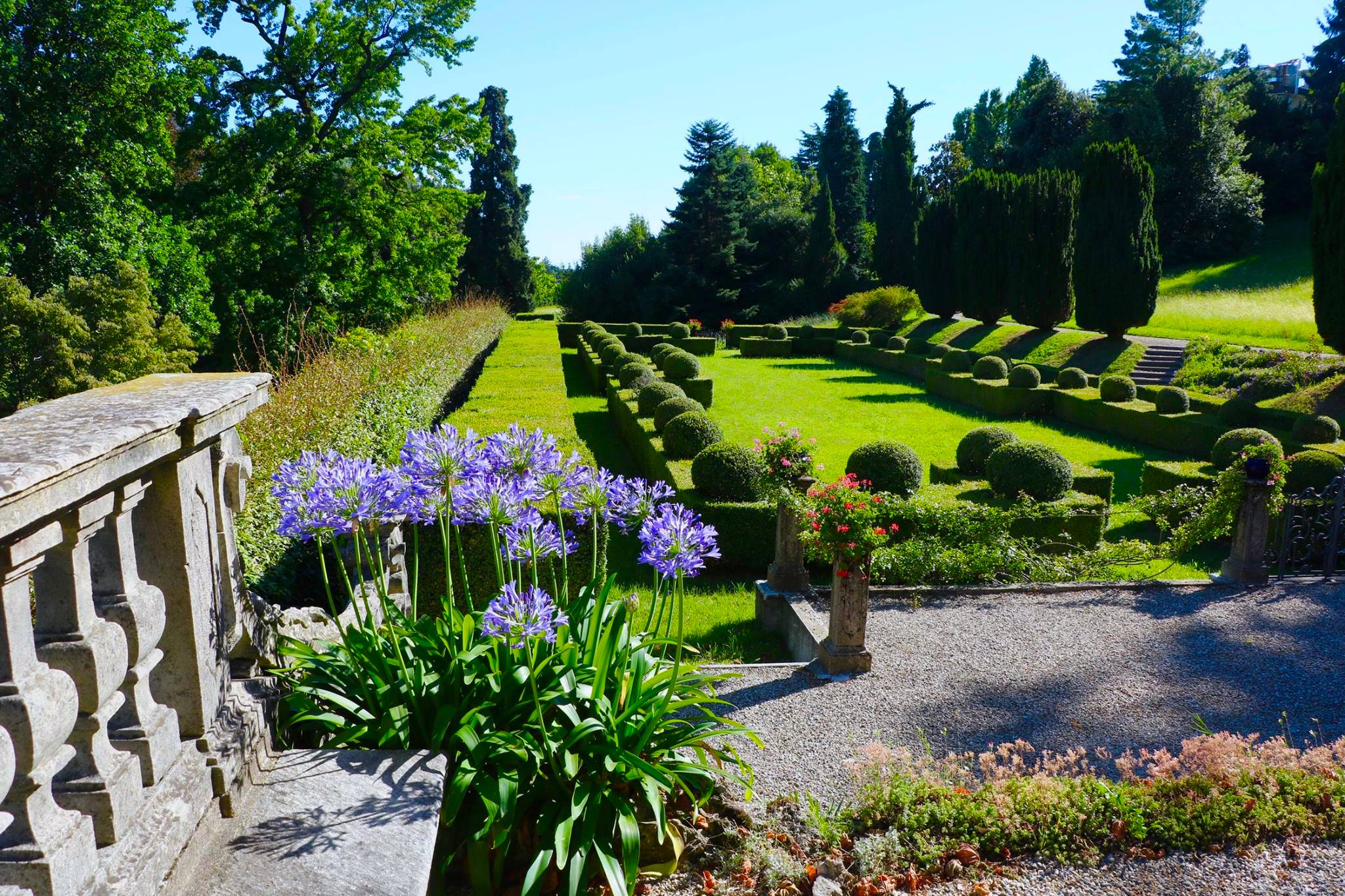
Giardino all'italiana Villa Craven di Seyssel d’Aix (Varese)